# Cakemore
Cakemore var en civil parish från 1866 till 1919 då den blev en del av Hill and Cakemore, i grevskapet Worcestershire (nu West Midlands), i England. Denna civil parish hade 3 574 invånare år 1911.